# Galatasaray Istanbul/Saison 1988/89
Die Saison 1988/89 von Galatasaray Istanbul war die 81. Saison in der Vereinsgeschichte und die 31. Saison in der türkischen Liga, der 1. Lig. Der Klub beendete die Saison auf dem 3. Platz. Die Türkiye Kupası endete für Galatasaray Istanbul im Viertelfinale und im Europapokal der Landesmeister schieden die Gelb-Roten im Halbfinale aus.

## Personalien

### Kader
| Nat.                                           | Name               | Geburtsdatum  | im Verein seit | vorheriger Verein     |
| Torhüter                                       | Torhüter           | Torhüter      | Torhüter       | Torhüter              |
| ---------------------------------------------- | ------------------ | ------------- | -------------- | --------------------- |
| Turkei                                         | Hayrettin Demirbaş | 26. Juni 1963 | 1986           | Afyonspor             |
| Jugoslawien Sozialistische Föderative Republik | Zoran Simović      | 2. Nov. 1954  | 1984           | Hajduk Split          |
| Abwehr                                         |                    |               |                |                       |
| Turkei                                         | Yusuf Altıntaş     | 7. Aug. 1961  | 1984           | Kocaelispor           |
| Turkei                                         | İsmail Demiriz     | 1. Apr. 1962  | 1984           | Gençlerbirliği Ankara |
| Turkei                                         | Serhat Güller      | 18. Dez. 1968 | 1988           | İnegölspor            |
| Turkei                                         | Bülent Korkmaz     | 24. Nov. 1968 | 1987           | eigene Jugend         |
| Turkei                                         | İhsan Okay         | 7. Aug. 1969  | 1987           | eigene Jugend         |
| Turkei                                         | Erhan Önal         | 3. Sep. 1957  | 1985           | Türkgücü München      |
| Turkei                                         | Cüneyt Tanman      | 16. Jan. 1956 | 1976           | Giresunspor           |
| Turkei                                         | Semih Yuvakuran    | 1. Sep. 1963  | 1984           | Bursaspor             |
| Mittelfeld                                     |                    |               |                |                       |
| Turkei                                         | Muhammed Altıntaş  | 30. März 1964 | 1986           | Edirnespor            |
| Turkei                                         | Savaş Demiral      | 28. Juni 1961 | 1987           | Samsunspor            |
| Turkei                                         | Tugay Kerimoğlu    | 24. Aug. 1970 | 1987           | eigene Jugend         |
| Turkei                                         | Savaş Koç          | 23. März 1963 | 1986           | Türkgücü München      |
| Turkei                                         | Arif Kocabıyık     | 1. Sep. 1958  | 1985           | Fenerbahçe Istanbul   |
| Jugoslawien Sozialistische Föderative Republik | Dževat Prekazi     | 18. Aug. 1957 | 1985           | Hajduk Split          |
| Turkei                                         | Metin Yıldız       | 24. Nov. 1960 | 1988           | Adana Demirspor       |
| Angriff                                        |                    |               |                |                       |
| Turkei                                         | Tanju Çolak        | 10. Nov. 1963 | 1987           | Samsunspor            |
| Jugoslawien Sozialistische Föderative Republik | Mersad Kovačević   | 15. Okt. 1956 | 1986           | Beşiktaş Istanbul     |
| Turkei                                         | İlyas Tüfekçi      | 3. Feb. 1960  | 1986           | Fenerbahçe Istanbul   |
| Turkei                                         | Uğur Tütüneker     | 2. Aug. 1963  | 1986           | FC Bayern München     |

#### Transfers
| Zugänge | Abgänge |
| --- | --- |
| Sommer 1988 - Serhat Güller (İnegölspor) - Savaş Koç (MKE Ankaragücü) w.a. - Metin Yıldız (Adana Demirspor) | Sommer 1988 - Bülent Alkılıç (Bursaspor) a. - Raşit Çetiner (Karriere beendet) - Mehmet Durmaz (Samsunspor) - Levent Nazifoğlu (n. a.) - Didier Six (Vallauris) - Erkan Ültanır (Bursaspor) a. |

## Spielkleidung
| Heim | Auswärts | Ausweich |

- Ausrüster: Adidas
- Trikotsponsor: TürkBank

## Saison
Alle Ergebnisse aus Sicht von Galatasaray Istanbul.
Die Tabelle listet alle 1.-Lig-Spiele des Vereins der Saison 1988/89 auf. Siege sind grün, Unentschieden gelb und Niederlagen rot markiert.

### 1. Lig
| ST | Datum              | Gegner              | Ort                              | Ergebnis  | Tor(e) für Galatasaray Istanbul | Karte(n) für Galatasaray Istanbul                                      |
| -- | ------------------ | ------------------- | -------------------------------- | --------- | --- | ---------------------------------------------------------------------- |
| 01 | 21. August 1988    | Karşıyaka SK        | Ali Sami Yen Stadyumu, Istanbul  | 4:1 (2:0) | 1:0 Çolak (18.), 2:0 Tüfekçi (40.), 3:0 Çolak (59. Foulelfmeter), 4:1 Tüfekçi (76.)                                                         | Kocabıyık (72.)                                                        |
| 02 | 28. August 1988    | Sakaryaspor         | Atatürk Stadı, Sakarya           | 3:1 (1:1) | 1:1 Tütüneker (35.), 2:1 Çolak (52.), 3:1 Tüfekçi (68.)                                                                                     | keine                                                                  |
| 03 | 3. September 1988  | Malatyaspor         | Ali Sami Yen Stadyumu, Istanbul  | 6:0 (2:0) | 1:0 Çolak (6.), 2:0 Kovačević (45.), 3:0 Kovačević (53.), 4:0 Tüfekçi (67.), 5:0 Prekazi (84.), 6:0 Tütüneker (87.)                         | Tüfekçi (27.)                                                          |
| 04 | 11. September 1988 | Boluspor            | Şehir Stadı, Bolu                | 0:0       | keine | Demiriz (40.)                                                          |
| 05 | 17. September 1988 | Adanaspor           | Ali Sami Yen Stadyumu, Istanbul  | 7:3 (1:1) | 1:0 Çolak (8.), 2:1 Kovačević (48.), 3:1 Demiriz (50.), 4:1 Çolak (60.), 5:2 Çolak (67.), 6:2 Çolak (87. Foulelfmeter), 7:2 Kovačević (88.) | keine                                                                  |
| 06 | 24. September 1988 | Fenerbahçe Istanbul | Fenerbahçe Stadı, Istanbul       | 0:1 (0:1) | keine | Demiral (64.)                                                          |
| 07 | 1. Oktober 1988    | Bursaspor           | Ali Sami Yen Stadyumu, Istanbul  | 2:1 (2:0) | 1:0 Gündüz (38. Eigentor), 2:0 Kocabıyık (44.)                                                                                              | Tanman (39.)                                                           |
| 08 | 15. Oktober 1988   | Sarıyer SK          | Ali Sami Yen Stadyumu, Istanbul  | 1:2 (0:0) | 1:0 Tütüneker (55.) | Tütüneker (55.)                                                        |
| 09 | 29. Oktober 1988   | Altay Izmir         | Ali Sami Yen Stadyumu, Istanbul  | 2:1 (2:0) | 1:0 Çolak (40.), 2:0 Koç (42.) | keine                                                                  |
| 10 | 5. November 1988   | Kahramanmaraşspor   | 12 Şubat Stadı, Kahramanmaraş    | 1:1 (1:0) | 1:0 Uzun (41. Eigentor) | Çolak (26.), Yıldız (78.)                                              |
| 11 | 13. November 1988  | Samsunspor          | Ali Sami Yen Stadyumu, Istanbul  | 4:0 (3:0) | 1:0 Çolak (3.), 2:0 Çolak (14. Foulelfmeter), 3:0 Tütüneker (28.), 4:0 Kovačević (64.)                                                      | keine                                                                  |
| 12 | 20. November 1988  | Adana Demirspor     | 5 Ocak Stadı, Adana              | 0:0       | keine | Yıldız (18.), Prekazi (70.)                                            |
| 13 | 4. Dezember 1988   | Trabzonspor         | Ali Sami Yen Stadyumu, Istanbul  | 2:0 (0:0) | 1:0 Kovačević (69.), 2:0 Kovačević (89.) | Y. Altıntaş (24.), Kovačević (63.)                                     |
| 14 | 7. Dezember 1988   | Rizespor            | Atatürk Stadı, Rize              | 3:1 (1:1) | 1:1 Çolak (35.), 2:1 Tütüneker (53.), 3:1 Çolak (81. Foulelfmeter)                                                                          | Tütüneker (78.)                                                        |
| 15 | 11. Dezember 1988  | MKE Ankaragücü      | 19 Mayıs Stadı, Ankara           | 1:0 (0:0) | 1:0 Tütüneker (85.) | Önal (28.), Koç (69.)                                                  |
| 16 | 17. Dezember 1988  | Beşiktaş Istanbul   | Ali Sami Yen Stadyumu, Istanbul  | 1:4 (1:1) | 1:0 Tütüneker (5.) | keine                                                                  |
| 17 | 25. Dezember 1988  | Eskişehirspor       | Atatürk Stadı, Eskişehir         | 1:1 (0:1) | 1:1 Çolak (90.+1') | keine                                                                  |
| 18 | 31. Dezember 1988  | Konyaspor           | Atatürk Stadı, Konya             | 0:1 (0:0) | keine | Tütüneker (78.)                                                        |
| 19 | 22. Januar 1989    | Karşıyaka SK        | Atatürk Stadı, Izmir             | 0:0       | keine | Prekazi (74.)                                                          |
| 20 | 28. Januar 1989    | Sakaryaspor         | Ali Sami Yen Stadyumu, Istanbul  | 1:1 (0:0) | 1:1 Y. Altıntaş (69.) | Y. Altıntaş (40.)                                                      |
| 21 | 5. Februar 1989    | Malatyaspor         | İnönü Stadı, Malatya             | 0:0       | keine | Tütüneker (41.), Önal (63.)                                            |
| 22 | 12. Februar 1989   | Boluspor            | Ali Sami Yen Stadyumu, Istanbul  | 4:0 (2:0) | 1:0 Çolak (35.), 2:0 Kovačević (39.), 3:0 Çolak (58. Foulelfmeter), 4:0 Kovačević (62.)                                                     | Kovačević (57.)                                                        |
| 23 | 19. Februar 1989   | Adanaspor           | 5 Ocak Stadı, Adana              | 0:0       | keine | Çolak (8.), Y. Altıntaş (59.)                                          |
| 24 | 5. März 1989       | Bursaspor           | Atatürk Stadı, Bursa             | 0:1 (0:0) | keine | keine                                                                  |
| 25 | 19. März 1989      | Sarıyer SK          | İnönü Stadı, Istanbul            | 1:3 (0:1) | 1:3 Prekazi (79.) | keine                                                                  |
| 26 | 25. März 1989      | Rizespor            | Ali Sami Yen Stadyumu, Istanbul  | 2:0 (0:0) | 1:0 Çolak (51. Foulelfmeter), 2:0 Tüfekçi (65.)                                                                                             | keine                                                                  |
| 27 | 15. April 1989     | Kahramanmaraşspor   | Ali Sami Yen Stadyumu, Istanbul  | 6:0 (5:0) | 1:0 Tanman (6.), 2:0 Kovačević (7.), 3:0 Yuvakuran (15.), 4:0 Y. Altıntaş (36.), 5:0 Simović (38. Foulelfmeter), 6:0 Kovačević (65.)        | keine                                                                  |
| 28 | 23. April 1989     | Samsunspor          | 19 Mayıs Stadı, Samsun           | 3:0 1     | |                                                                        |
| 29 | 30. April 1989     | Adana Demirspor     | Ali Sami Yen Stadyumu, Istanbul  | 4:1 (2:0) | 1:0 Kovačević (18.), 2:0 Çolak (31.), 3:0 Çolak (63.), 4:0 Y. Altıntaş (73.)                                                                | keine                                                                  |
| 30 | 17. Mai 1989       | Fenerbahçe Istanbul | Ali Sami Yen Stadyumu, Istanbul  | 1:1 (0:0) | 1:1 Demiriz (68.) | Y. Altıntaş (27.), Önal (81.)                                          |
| 31 | 21. Mai 1989       | Trabzonspor         | Hüseyin Avni Aker Stadı, Trabzon | 2:3 (0:1) | 1:2 Tütüneker (81.), 2:3 Çolak (85.) | Çolak (28.), Koç (52.), Demiral (79.)                                  |
| 32 | 24. Mai 1989       | Konyaspor           | Ali Sami Yen Stadyumu, Istanbul  | 3:1 (1:0) | 1:0 Koç (11.), 2:0 Tütüneker (49.), 3:0 Çolak (56.)                                                                                         | Tütüneker (78.)                                                        |
| 33 | 28. Mai 1989       | MKE Ankaragücü      | Ali Sami Yen Stadyumu, Istanbul  | 5:2 (2:0) | 1:0 Koç (29.), 2:0 Koç (40.), 3:1 Prekazi (56.), 4:2 Çolak (69. Foulelfmeter), 5:2 Çolak (76.)                                              | keine                                                                  |
| 34 | 31. Mai 1989       | Altay Izmir         | Atatürk Stadı, Izmir             | 4:0 (1:0) | 1:0 Çolak (11.), 2:0 Önal (54.), 3:0 Koç (69.), 4:0 Çolak (83.)                                                                             | keine                                                                  |
| 35 | 4. Juni 1989       | Beşiktaş Istanbul   | İnönü Stadı, Istanbul            | 1:0 (1:0) | 1:0 Çolak (28.) | keine                                                                  |
| 36 | 11. Juni 1989      | Eskişehirspor       | Ali Sami Yen Stadyumu, Istanbul  | 1:0 (1:0) | 1:0 Çolak (44.) | Önal (34.), Çolak (63.), Demiral (72.), Prekazi (n. a.), Prekazi (81.) |

### Türkiye Kupası
| Runde        | Datum            | Gegner              | Ort                             | Ergebnis  | Tor(e) für Galatasaray Istanbul                                                                  | Karte(n) für Galatasaray Istanbul                                |
| ------------ | ---------------- | ------------------- | ------------------------------- | --------- | ------------------------------------------------------------------------------------------------ | ---------------------------------------------------------------- |
| 3R-Hinspiel  | 25. Januar 1989  | Ayvalıkgücü         | Hüsnü Uğural Stadı, Ayvalık     | 1:0 (1:0) | 1:0 Tütüneker (36.)                                                                              | Tütüneker (36.), M. Altıntaş (58.)                               |
| 3R-Hinspiel  | 1. Februar 1989  | Ayvalıkgücü         | Ali Sami Yen Stadyumu, Istanbul | 5:1 (4:0) | 1:0 Koç (1.), 2:0 Kovačević (12.), 3:0 Tütüneker (22.), 4:0 Tütüneker (28.), 5:0 Yuvakuran (71.) | keine                                                            |
| AF-Hinspiel  | 8. Februar 1989  | Bursaspor           | Atatürk Stadı, Bursa            | 1:0 (1:0) | 1:0 M. Altıntaş (37.)                                                                            | Prekazi (42.)                                                    |
| AF-Rückspiel | 15. Februar 1989 | Bursaspor           | Ali Sami Yen Stadyumu, Istanbul | 4:2 (2:1) | 1:0 Tanman (9.), 2:0 Tütüneker (34.), 3:1 Çolak (59.), 4:2 Yıldız (82.)                          | keine                                                            |
| VF-Hinspiel  | 22. März 1989    | Fenerbahçe Istanbul | Fenerbahçe Stadı, Istanbul      | 2:2 (0:1) | 1:2 Çolak (53.), 2:2 Çolak (73. Foulelfmeter),                                                   | Önal (14.), Tütüneker (29.), Prekazi (48.)                       |
| VF-Rückspiel | 3. Mai 1989      | Fenerbahçe Istanbul | Ali Sami Yen Stadyumu, Istanbul | 3:4 (3:0) | 1:0 Çolak (11. Foulelfmeter), 2:0 Çolak (16.), 3:0 Çolak (38.)                                   | Y. Altıntaş (41.), Prekazi (55.), Kovačević (83.), Prekazi (68.) |

### Europapokal der Landesmeister
| Runde        | Datum             | Gegner          | Ort                              | Ergebnis  | Tor(e) für Galatasaray Istanbul                                                             | Karte(n) für Galatasaray Istanbul         |
| ------------ | ----------------- | --------------- | -------------------------------- | --------- | ------------------------------------------------------------------------------------------- | ----------------------------------------- |
| 1R-Hinspiel  | 7. September 1988 | SK Rapid Wien   | Gerhard-Hanappi-Stadion, Wien    | 1:2 (0:1) | 1:2 Demiral (81.)                                                                           | Demiriz (86.)                             |
| 1R-Rückspiel | 5. Oktober 1988   | SK Rapid Wien   | Ali Sami Yen Stadyumu, Istanbul  | 2:0 (0:0) | 1:0 Çolak (53.), 2:0 Tanman (67.)                                                           | keine                                     |
| 2R-Hinspiel  | 26. Oktober 1988  | Neuchâtel Xamax | Stade de la Maladière, Neuenburg | 0:3 (0:0) | keine                                                                                       | Çolak (16.), Önal (89.)                   |
| 2R-Rückspiel | 9. November 1988  | Neuchâtel Xamax | Ali Sami Yen Stadyumu, Istanbul  | 5:0 (1:0) | 1:0 Tütüneker (18.), 2:0 Çolak (55.), 3:0 Tütüneker (76.), 4:0 Çolak (78.), 5:0 Çolak (84.) | Önal (4.), Yuvakuran (22.), Prekazi (61.) |
| VF-Hinspiel  | 1. März 1989      | AS Monaco       | Stade Louis II, Monaco           | 1:0 (1:0) | 1:0 Çolak (19.)                                                                             | M. Altıntaş (51.)                         |
| VF-Rückspiel | 15. März 1989     | AS Monaco       | Müngersdorfer Stadion, Köln 2    | 1:1 (1:0) | 1:0 Prekazi (51.)                                                                           | M. Altıntaş (51.)                         |
| HF-Hinspiel  | 5. April 1989     | Steaua Bukarest | Ghencea-Stadion, Bukarest        | 0:4 (0:2) | keine                                                                                       | Koç (31.), Tütüneker (47.) Çolak (71.)    |
| HF-Rückspiel | 19. April 1989    | Steaua Bukarest | Atatürk Stadı, Izmir 2           | 1:1 (1:1) | 1:0 Tanman (36.)                                                                            | Yuvakuran (5.), Önal (49.)                |

### Başbakanlık Kupası
| Galatasaray Istanbul                                    | Galatasaray Istanbul | Fenerbahçe Istanbul | Fenerbahçe Istanbul |
| ------------------------------------------------------- | --- | --- | ------------------- |
| Galatasaray Istanbul                                    | \| 20. August 1989 um 20:00 Uhr in Ankara (19 Mayıs Stadı) \| \| Ergebnis: 2:3 n. V. (2:2, 2:1) \| \| Schiedsrichter: Hasan Ceylan \| \| Spielbericht \| | \| 20. August 1989 um 20:00 Uhr in Ankara (19 Mayıs Stadı) \| \| Ergebnis: 2:3 n. V. (2:2, 2:1) \| \| Schiedsrichter: Hasan Ceylan \| \| Spielbericht \| | Fenerbahçe Istanbul |
| Galatasaray Istanbul                                    | Zoran Simović – Bülent Korkmaz, Semih Yuvakuran, Erhan Önal (74. Savaş Demiral), Yusuf Altıntaş – Cüneyt Tanman , Serhat Güller, Tugay Kerimoğlu, İlyas Tüfekçi – Bülent Alkılıç, Erdal Keser (88. Ziya Yıldız) Cheftrainer: Sigfried Held ( BR Deutschland) | Toni Schumacher – Sedat Karaoğlu, Ivan Vyshnevskyi (57. Serdar Şenkaya), Nezihi Tosuncuk, Müjdat Yetkiner – Oğuz Çetin, Şenol Ulusavaş (46. Rıdvan Dilmen), Hakan Tecimer, Aykut Kocaman – Erdi Demir, Şenol Çorlu Cheftrainer: Todor Veselinović ( Jugoslawien) | Fenerbahçe Istanbul |
| Galatasaray Istanbul                                    | 1:0 Bülent Alkılıç (13.) 2:0 İlyas Tüfekçi (22.) | 2:1 Şenol Çorlu (27.) 2:2 Şenol Çorlu (88.) 2:3 Aykut Kocaman (92.) | Fenerbahçe Istanbul |
| Galatasaray Istanbul                                    | Bülent Alkılıç (16.), İlyas Tüfekçi (37.) | Şenol Çorlu (49.), Sedat Karaoğlu (75.) | Fenerbahçe Istanbul |
| 20. August 1989 um 20:00 Uhr in Ankara (19 Mayıs Stadı) | | |                     |
| Ergebnis: 2:3 n. V. (2:2, 2:1)                          | | |                     |
| Schiedsrichter: Hasan Ceylan                            | | |                     |
| Spielbericht                                            | | |                     |

### TSYD Kupası
| Datum           | Gegner              | Ort                             | Ergebnis  | Tor(e) für Galatasaray Istanbul | Karte(n) für Galatasaray Istanbul            |
| --------------- | ------------------- | ------------------------------- | --------- | ------------------------------- | -------------------------------------------- |
| 13. August 1988 | Fenerbahçe Istanbul | Ali Sami Yen Stadyumu, Istanbul | 1:0 (0:0) | 1:0 Çolak (57.)                 | Demiriz (40.), Yuvakuran (58.), Tanman (80.) |
| 14. August 1988 | Beşiktaş Istanbul   | İnönü Stadı, Istanbul           | 1:1 (0:1) | 1:1 Kovačević (49.)             | Korkmaz (88.)                                |

## Statistiken

### Teamstatistik
| Wettbewerb                    | Punkte | daheim | daheim | daheim | daheim | daheim | auswärts | auswärts | auswärts | auswärts | auswärts | Gesamt | Gesamt | Gesamt | Gesamt | Gesamt | Tordifferenz |
| Wettbewerb                    | Punkte | Sp     | G      | U      | N      | TV     | Sp       | G        | U        | N        | TV       | Sp     | G      | U      | N      | TV     | Tordifferenz |
| ----------------------------- | ------ | ------ | ------ | ------ | ------ | ------ | -------- | -------- | -------- | -------- | -------- | ------ | ------ | ------ | ------ | ------ | ------------ |
| 1. Lig                        | 69     | 18     | 14     | 2      | 2      | 56:18  | 18       | 6        | 7        | 5        | 20:13    | 36     | 20     | 9      | 7      | 76:31  | +45          |
| Türkiye Kupası                | –      | 3      | 2      | 0      | 1      | 12:7   | 3        | 2        | 1        | 0        | 4:2      | 6      | 4      | 1      | 1      | 16:9   | +7           |
| Europapokal der Landesmeister | –      | 4      | 2      | 2      | 0      | 9:2    | 4        | 1        | 0        | 3        | 2:9      | 8      | 3      | 2      | 3      | 11:11  | ±0           |
| Gesamt                        | 69     | 25     | 18     | 4      | 3      | 77:27  | 25       | 9        | 8        | 8        | 26:24    | 50     | 27     | 12     | 11     | 103:51 | +52          |

### Saisonverlauf
| Spieltag | 1 | 2 | 3 | 4 | 5 | 6 | 7 | 8 | 9 | 10 | 11 | 12 | 13 | 14 | 15 | 16 | 17 | 18 | 19 | 20 | 21 | 22 | 23 | 24 | 25 | 26 | 27 | 28 | 29 | 30 | 31 | 32 | 33 | 34 | 35 | 36 | 37 | 38 |
| -------- | - | - | - | - | - | - | - | - | - | -- | -- | -- | -- | -- | -- | -- | -- | -- | -- | -- | -- | -- | -- | -- | -- | -- | -- | -- | -- | -- | -- | -- | -- | -- | -- | -- | -- | -- |
| Spielort | H | A | H | A | H | A | H | A | H | H  | H  | A  | H  | A  |    | H  | A  | H  | A  | A  | H  | A  | H  | A  | H  | A  | H  | A  | H  | A  | H  | A  | H  |    | A  | H  | A  | H  |
| Resultat | S | S | S | S | S | N | S | N | N | S  | S  | U  | S  | U  |    | S  | S  | N  | U  | U  | U  | U  | S  | U  | U  | N  | S  | N  | S  | S  | S  | S  | S  |    | N  | S  | S  | S  |
| Platz    | 2 | 2 | 1 | 1 | 1 | 2 | 1 | 4 | 5 | 4  | 2  | 3  | 3  | 4  | 5  | 4  | 3  | 4  | 4  | 4  | 5  | 5  | 4  | 5  | 4  | 5  | 4  | 4  | 4  | 4  | 4  | 4  | 3  | 4  | 5  | 4  | 4  | 3  |

Quelle: https://www.weltfussball.de/spielplan/tur-sueperlig-1988-1989
Legende: Spielort: H = Heim; A = Auswärts. Resultat: S = Sieg; U = Unentschieden; N = Niederlage

### Spielerstatistiken
| Spieler            | 1. Lig   | 1. Lig | 1. Lig      | 1. Lig     | Türkiye Kupası / Başbakanlık Kupası | Türkiye Kupası / Başbakanlık Kupası | Türkiye Kupası / Başbakanlık Kupası | Türkiye Kupası / Başbakanlık Kupası | TSYD Kupası | TSYD Kupası | TSYD Kupası | TSYD Kupası | Europapokal der Landesmeister | Europapokal der Landesmeister | Europapokal der Landesmeister | Europapokal der Landesmeister | Total    | Total | Total       | Total      |
| Spieler            | Einsätze | Tore   | Gelbe Karte | Rote Karte | Einsätze                            | Tore                                | Gelbe Karte                         | Rote Karte                          | Einsätze    | Tore        | Gelbe Karte | Rote Karte  | Einsätze                      | Tore                          | Gelbe Karte                   | Rote Karte                    | Einsätze | Tore  | Gelbe Karte | Rote Karte |
| ------------------ | -------- | ------ | ----------- | ---------- | ----------------------------------- | ----------------------------------- | ----------------------------------- | ----------------------------------- | ----------- | ----------- | ----------- | ----------- | ----------------------------- | ----------------------------- | ----------------------------- | ----------------------------- | -------- | ----- | ----------- | ---------- |
| Bülent Alkılıç     | 0        | 0      | 0           | 0          | 1                                   | 1                                   | 1                                   | 0                                   | 1           | 0           | 0           | 0           | 0                             | 0                             | 0                             | 0                             | 2        | 1     | 1           | 0          |
| Muhammed Altıntaş  | 12       | 0      | 0           | 0          | 5                                   | 1                                   | 1                                   | 0                                   | 0           | 0           | 0           | 0           | 3                             | 0                             | 2                             | 0                             | 20       | 1     | 3           | 0          |
| Yusuf Altıntaş     | 20       | 3      | 3           | 1          | 6                                   | 0                                   | 1                                   | 0                                   | 1           | 0           | 0           | 0           | 5                             | 0                             | 0                             | 0                             | 32       | 3     | 4           | 1          |
| Tanju Çolak        | 34       | 27     | 4           | 0          | 5                                   | 6                                   | 0                                   | 0                                   | 2           | 1           | 0           | 0           | 6                             | 5                             | 2                             | 0                             | 47       | 39    | 6           | 0          |
| Savaş Demiral      | 21       | 0      | 3           | 0          | 2                                   | 0                                   | 0                                   | 0                                   | 0           | 0           | 0           | 0           | 5                             | 1                             | 0                             | 0                             | 28       | 1     | 3           | 0          |
| Hayrettin Demirbaş | 6        | 0      | 0           | 0          | 0                                   | 0                                   | 0                                   | 0                                   | 1           | 0           | 0           | 0           | 0                             | 0                             | 0                             | 0                             | 7        | 0     | 0           | 0          |
| İsmail Demiriz     | 26       | 2      | 1           | 0          | 6                                   | 0                                   | 0                                   | 0                                   | 2           | 0           | 1           | 0           | 8                             | 0                             | 1                             | 0                             | 42       | 2     | 3           | 0          |
| Serhat Güller      | 0        | 0      | 0           | 0          | 0                                   | 0                                   | 0                                   | 0                                   | 1           | 0           | 0           | 0           | 0                             | 0                             | 0                             | 0                             | 1        | 0     | 0           | 0          |
| Tugay Kerimoğlu    | 16       | 0      | 0           | 0          | 5                                   | 0                                   | 0                                   | 0                                   | 0           | 0           | 0           | 0           | 1                             | 0                             | 0                             | 0                             | 22       | 0     | 0           | 0          |
| Savaş Koç          | 29       | 5      | 2           | 0          | 5                                   | 1                                   | 0                                   | 0                                   | 2           | 0           | 0           | 0           | 6                             | 0                             | 1                             | 0                             | 42       | 6     | 3           | 0          |
| Arif Kocabıyık     | 20       | 1      | 1           | 0          | 2                                   | 0                                   | 0                                   | 0                                   | 2           | 0           | 0           | 0           | 5                             | 0                             | 0                             | 0                             | 29       | 1     | 1           | 0          |
| Bülent Korkmaz     | 10       | 0      | 0           | 0          | 2                                   | 0                                   | 0                                   | 0                                   | 2           | 0           | 1           | 0           | 7                             | 0                             | 0                             | 0                             | 21       | 0     | 1           | 0          |
| Mersad Kovačević   | 30       | 12     | 1           | 0          | 5                                   | 1                                   | 1                                   | 0                                   | 2           | 1           | 0           | 0           | 5                             | 0                             | 0                             | 0                             | 42       | 14    | 2           | 0          |
| İhsan Okay         | 1        | 0      | 0           | 0          | 0                                   | 0                                   | 0                                   | 0                                   | 1           | 0           | 0           | 0           | 0                             | 0                             | 0                             | 0                             | 2        | 0     | 0           | 0          |
| Erhan Önal         | 26       | 1      | 4           | 0          | 7                                   | 0                                   | 1                                   | 0                                   | 2           | 0           | 0           | 0           | 6                             | 0                             | 3                             | 0                             | 41       | 1     | 8           | 0          |
| Dževat Prekazi     | 28       | 3      | 3           | 1          | 5                                   | 0                                   | 3                                   | 1                                   | 2           | 0           | 0           | 0           | 8                             | 1                             | 1                             | 0                             | 43       | 4     | 7           | 2          |
| Zoran Simović      | 30       | 1      | 1           | 0          | 7                                   | 0                                   | 0                                   | 0                                   | 1           | 0           | 0           | 0           | 8                             | 0                             | 0                             | 0                             | 46       | 1     | 1           | 0          |
| Cüneyt Tanman      | 34       | 1      | 1           | 0          | 7                                   | 1                                   | 0                                   | 0                                   | 2           | 0           | 1           | 0           | 8                             | 2                             | 0                             | 0                             | 51       | 4     | 2           | 0          |
| İlyas Tüfekçi      | 19       | 5      | 1           | 0          | 3                                   | 1                                   | 1                                   | 0                                   | 2           | 0           | 0           | 0           | 3                             | 0                             | 0                             | 0                             | 27       | 6     | 2           | 0          |
| Uğur Tütüneker     | 32       | 9      | 3           | 1          | 5                                   | 4                                   | 2                                   | 0                                   | 1           | 0           | 0           | 0           | 7                             | 2                             | 1                             | 0                             | 45       | 15    | 6           | 1          |
| Metin Yıldız       | 20       | 0      | 2           | 0          | 1                                   | 1                                   | 0                                   | 0                                   | 2           | 0           | 0           | 0           | 4                             | 0                             | 0                             | 0                             | 27       | 1     | 2           | 0          |
| Ziya Yıldız        | 0        | 0      | 0           | 0          | 1                                   | 0                                   | 0                                   | 0                                   | 0           | 0           | 0           | 0           | 0                             | 0                             | 0                             | 0                             | 1        | 0     | 0           | 0          |
| Semih Yuvakuran    | 32       | 1      | 0           | 0          | 5                                   | 1                                   | 0                                   | 0                                   | 2           | 0           | 1           | 0           | 8                             | 0                             | 2                             | 0                             | 47       | 2     | 3           | 0          |